# Тунель під Темзою
51°30′11″ пн. ш. 0°03′16″ зх. д. / 51.503055555556° пн. ш. 0.054444444444444° зх. д.

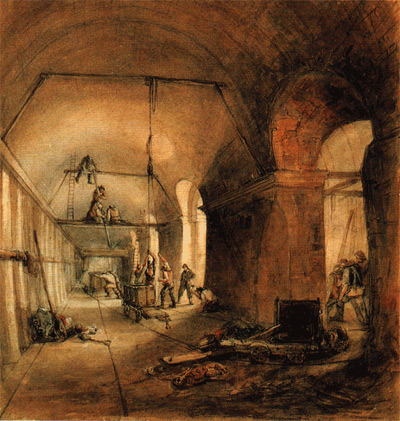
Тунель під Темзою, будівництво 1830 р.

Тунель під Темзою (англ. Thames Tunnel) — історичний тунель під річкою Темза у Лондоні.
У 1825 році англійський інженер Марк Брюнель з сином Ізанбаром почали будівництво тунелю під Темзою. Це був перший тунель, побудований у дуже несталих, пливких ґрунтах (пливуни). Тунель поперечним перерізом 6 на 11 метрів і довжиною 396 метрів знаходиться на глибині 23 метри від поверхні води (глибина під час припливу). Для прохідки Брюнель придумав і сконструював перший прохідницький щит, який мав прямокутну форму. Обсадка стін тунелю була цегляною. До 1841 року тунель був пройдений. Відкриття для публіки відбулося 25 березня 1843 року.

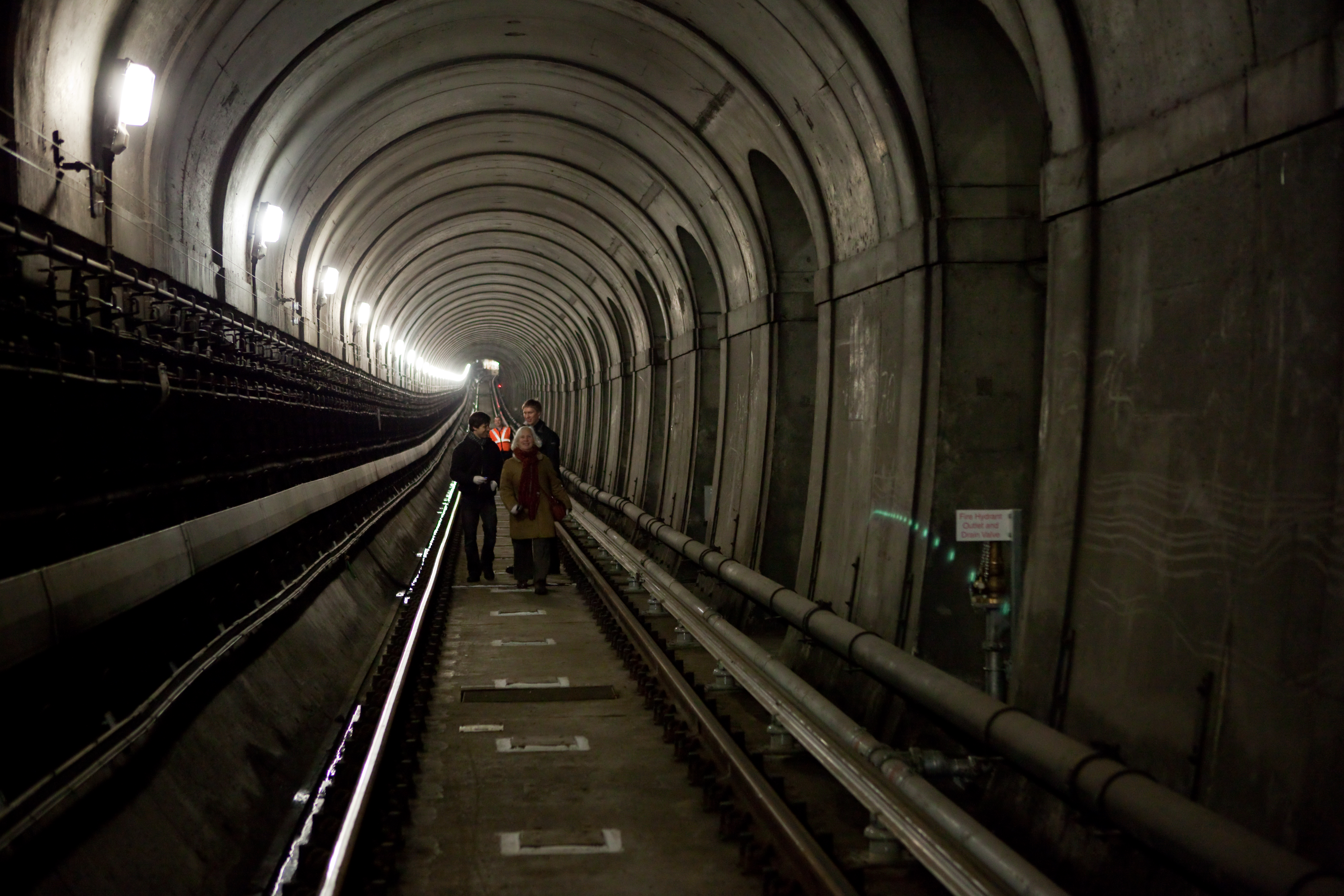
Тунель під Темзою, 2010

До 1869 року тунель був пішохідним. У 1869 при продовженні першої ділянки Лондонського метрополітену (ділянка «East London underground line»), відкритої у 1863 році, по тунелю були пущені поїзди. Отже, найстаріша ділянка лондонського метро була побудована навіть задовго до початку його історії. Первісно лінія, як і все лондонське метро, працювала на паровозній тязі.
З 23 грудня 2007 лінія «East London underground» (помаранчева), куди входить і тунель Брюнеля, закрита на реконструкцію. Поточний стан тунелю було визнано чудовим, йому був потрібен лише тільки легкий ремонт, і він після відкриття буде включений в оновлену і розширену лінію метро «East London Railway». Її часткову реконструкцію та значне подовження, як на північ, так і на південь, британці завершили до Олімпійських ігор 2012 року. 

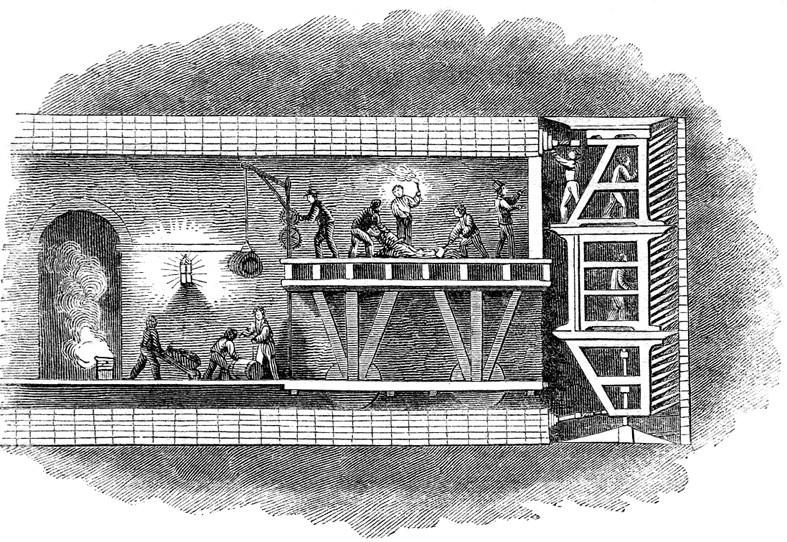
Схема тунельного щита що використовувався для побудови тунелю під Темзою.